# Instituto Gesundheit!

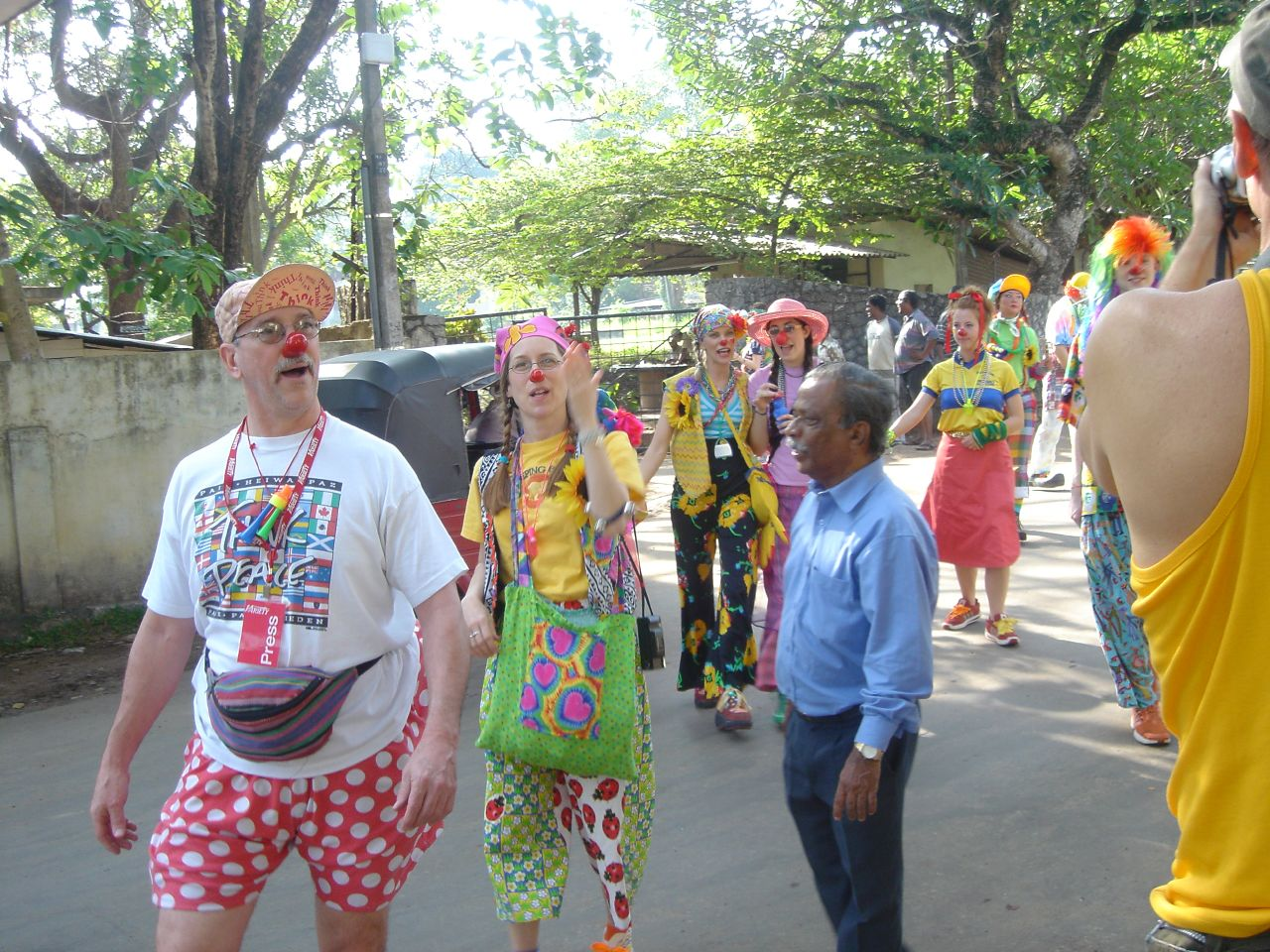
Patch Adams y su equipo en Sri Lanka.

El Instituto Gesundheit! (del alemán ¡salud!), es un centro médico situado a las afueras de Hillsboro, en las zonas rurales de Virginia Occidental, fundado por el médico Hunter "Patch" Adams en 1972. El Instituto se creó, en coherencia con la visión de su fundador, con el propósito de revolucionar la atención de salud mediante la sustitución de lo que el Instituto considera como la competencia y la avaricia con la generosidad y la compasión.
Uno de los proyectos del Instituto Gesundheit! implica el concepto de «payasos humanitarios». El proyecto utiliza el recurso de la risa como elemento integrante de la atención eficaz al enfermo. En el pasado, el Instituto Gesundheit! ha llevado equipos de payasos a las zonas de guerra en Bosnia,  Afganistán,  los campos de refugiados en la entonces República de Macedonia y a orfanatos para niños con sida en Sudáfrica.
En 1998, se hizo una película basada en parte de la vida de "Patch Adams", estando protagonizada por Robin Williams, donde, en la ficción se menciona la creación del Instituto Gesundheit que en la realidad ya estaba creado desde 1972.
En octubre de 2007, Patch Adams y su Instituto comenzaron una campaña para recaudar un millón de dólares estadounidenses para la construcción de un Centro de Enseñanza y una Clínica en Virginia, con el fin de formar a los futuros médicos en risoterapia.